# Diakoniestiftung Weimar Bad Lobenstein
Die Diakoniestiftung Weimar Bad Lobenstein wurde am 1. Januar 2009 gegründet und ist eine gemeinnützige GmbH. Gesellschafter sind die Evangelische Stiftung Christopherushof in Bad Lobenstein (mit 37,5 % Gesellschaftskapital), Stiftung Sophienhaus Weimar (25 %), die Diakonie Stetten in Kernen im Remstal (25 %), und das Michaelisstift Gefell (12,5 %).

## Aufgabenstellung
Die Diakoniestiftung Weimar Bad Lobenstein gehört zu den größten Diakonieträgern in Thüringen. Mehr als 135 Einrichtungen erbringen Angebote der Freien Wohlfahrtspflege für hilfebedürftige Menschen jeden Alters. Sie ist tätig in der Altenhilfe, hält Angebote für Menschen mit Behinderungen und Beratungsangebote vor. Außerdem ist sie Träger von drei Schulen und engagiert sich im Bereich Kinder, Jugend und Familien. Die Diakoniestiftung bietet zusätzlich Arbeitsplätze für 550 Menschen mit Behinderungen in Werkstätten, Integrationsfirmen und Außenarbeitsplätzen in Unternehmen der freien Wirtschaft.
In der Diakoniestiftung und den verbundenen Gesellschaften sind mehr als 2.300 Frauen und Männer hauptamtlich tätig, außerdem wird die Arbeit von vielen ehrenamtliche Helfern, Spendern und Sponsoren unterstützt.
In der Diakoniestiftung ist ein Großteil der diakonischen Aufgaben der Evangelischen Stiftung Christopherushof, des Michaelisstiftes Gefell und der Stiftung Sophienhaus Weimar zusammengefasst.

## Geschäftsbereiche
Altenhilfe: Seniorenpflegeheime, betreutes Wohnen, altersgerechtes Wohnen, Sozialstationen, Tagespflegen, Quartiersarbeit, ambulanter Hospiz- und Palliativberatungsdienst, Kirchenkreissozialarbeit, mobile Seniorenbüros, Begegnungsstätten, Demenzgruppen, Seniorenclub, Pflegeberatung
Eingliederungshilfen: Werkstätten für Menschen mit Behinderung, Zentrum für berufliche Bildung, Integrationsfirmen, alternative Beschäftigung, Wohnstätten, ambulant betreutes Wohnen, tagesstrukturierende Angebote, heilpädagogische Fördergruppen, sozialpsychiatrische Hilfe, ambulante und stationäre Suchthilfe, Diakonieläden, Sozialkaufhaus, Tafeln, Café, Arbeitsmarktprojekte, Jobmanager, Flüchtlingsarbeit
Schulen: Johannes-Landenberger-Förderzentrum Weimar, Ev. Gemeinschaftsschule Weimar, Fürstin-Anna-Luisen-Schule Bad Blankenburg, Michaelisschule Bad Lobenstein (Förderschule und Freie Montessori-Gemeinschaftsschule)
Kinder / Jugend / Familien: 16 Kindertagesstätten, schulbezogene Jugendsozialarbeit, flexible Familienbegleitung, Sozialpädagogische Tagesgruppe, Sozialpädagogisches Team, Soziale Gruppenarbeit, Schulprojekt Kompass, Jugendberatung, Jugend- und Stadtteilzentrum, Kirchenkreissozialarbeit, Frühförderstellen, Ergotherapie, Logopädie, Erziehungs- und Familienberatung, ambulante Familienhilfe, Partnerschaft für Demokratie, Projekt zur Vermeidung von Schulabbrüchen

## Ausweitung
Die Diakoniestiftung erstreckt sich vom Saale-Orla-Kreis im südöstlichen Thüringen über den Landkreis Saalfeld-Rudolstadt bis in das Weimarer Land mit Schwerpunkt Weimar, die Landeshauptstadt Erfurt bis in den Kyffhäuserkreis nach Donndorf in Nordthüringen. Sie ist einer der größten Diakonieträger in Thüringen.

## Leitung
- Klaus Scholtissek, Vorsitzender der Geschäftsführung
- Rainer Neumer, Geschäftsführer
- Ramón Seliger, Rektor und Geschäftsführer

## Aktuell
Jedes Jahr veranstaltet die Diakoniestiftung Weimar Bad Lobenstein einen Sozialkongress, bei welchem Experten und Verantwortliche aus Politik, Verwaltung, Wirtschaft, Kirche und freier Träger fachlich, gesellschaftlich und politisch kontrovers diskutieren. Ziel der Kongresse ist die gemeinsame Entwicklung von Lösungsansätzen für aktuelle sozialpolitische Probleme, die gemeinsame Gestaltung von Prozessen, die Entwicklung von Lösungsansätzen, sowie die Stärkung von Netzwerken. In der Öffentlichkeit soll die Aufmerksamkeit für die Themen der sozialen Arbeit und die Bedingungen für den gesellschaftlichen Zusammenhalt geweckt werden.